# Asteguieta
Asteguieta (en euskera Aztegieta) es un concejo del municipio de Vitoria, en la provincia de Álava, País Vasco (España).

## Toponimia
En el año 1025 en la Reja de San Millán, consta como Haztegieta.Otras denominaciones que ha tenido son Haztieta (1257), Azteguieta (1551), Aztiguieta (1629), Asteguieta (1700-1800), Asteguieta-Aztegieta - (2000).

## Localización
Se encuentra a una altitud de 504 m s. n. m. y es un nodo de comunicaciones entre la península ibérica y Francia. Limita al norte con Antezana, al sur con Crispijana, al este con Vitoria y al oeste con Estarrona; antiguamente Asteguieta pertenecía al Ayuntamiento de Foronda y a la diócesis de Calahorra. Actualmente pertenece al ayuntamiento de Vitoria.
|                  | Norte: Antezana de Foronda |               |
| Oeste: Estarrona | Rosa de los vientos        | Este: Vitoria |
|                  | Sur: Crispijana            |               |

## Geografía
El concejo, al igual que varios pueblos de la llanada, se encuentra a orillas del río Zadorra, que riega sus tierras como río principal.

## Despoblado
Forman parte del concejo el despoblado de:
- Otaza.

## Demografía
| Gráfica de evolución demográfica de Asteguieta entre 2000 y 2017 |
|                                                                  |
| Población de derecho según los censos de población del INE.      |

## Historia
En 1025 Asteguieta y 300 aldeas más agrupadas en varias circunscripciones debían pagar un impuesto al monasterio de San Millán de la Cogolla, pertenecientes a la diócesis de Calahorra. Dicho impuesto debía ser pagado con hierro o con parte de su ganado.
En 1556 existen registros del concejo en que consta que estaba habitada por 20 vecinos y formaban parte del pueblo cuatro beneficiados valorados en 6000 maravedíes.
El concejo posteriormente formó parte del municipio de Foronda y la diócesis de Calahorra.

## Cultura

### Patrimonio material

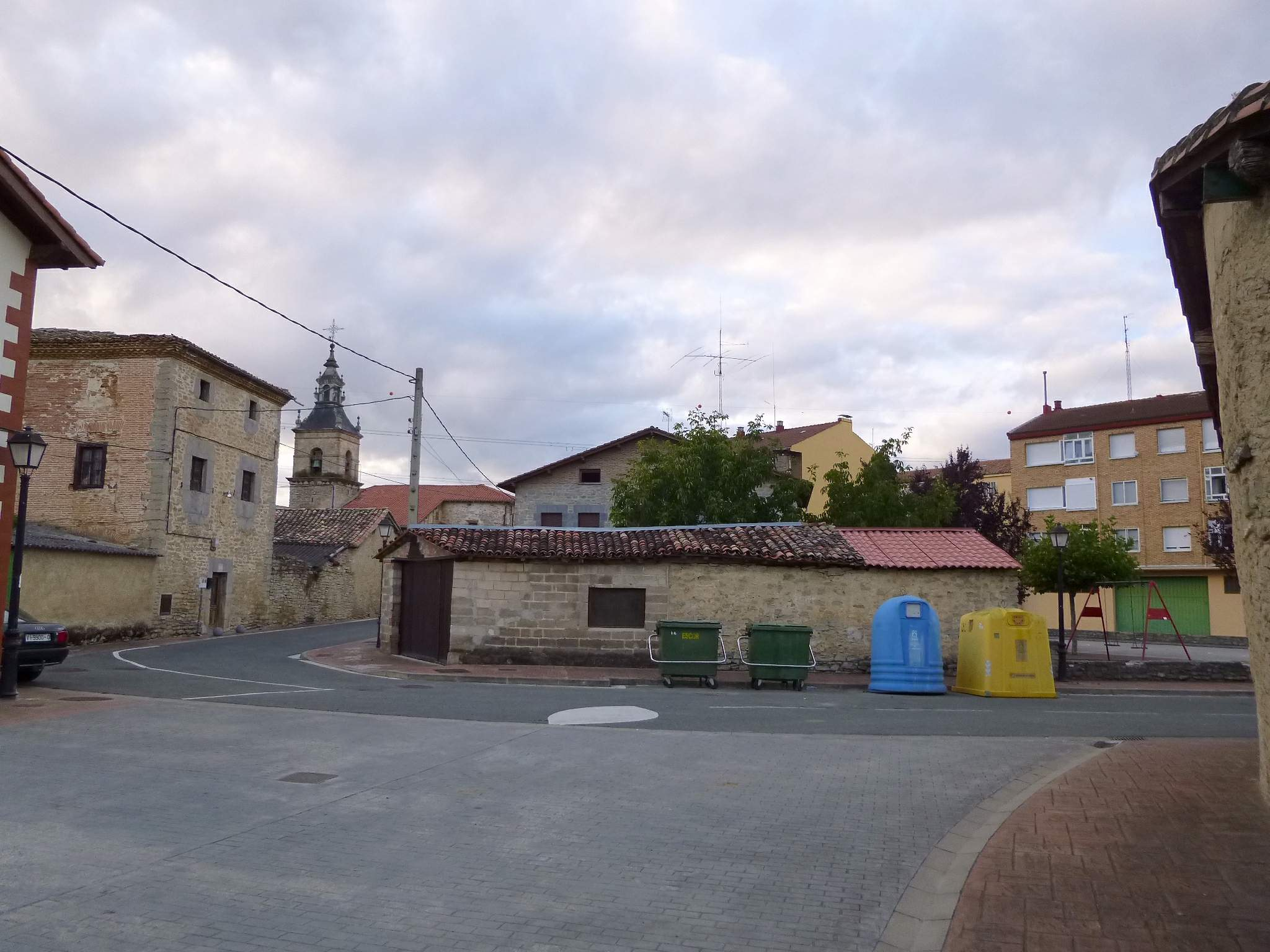
Vista de Asteguieta, donde puede observarse la conjunción de viviendas rurales y bloques urbanos

- Casas de labranza en la llanada alavesa, tiene tejados a dos aguas, uno o dos pisos y la cocina en la planta baja. En el bajo se encuentran también una o varias dependencias para recoger los aperos y otros enseres, además de las cuadras. Junto a las casas suelen construirse cobertizos para guardar la maquinaria agrícola o utilizadas como corrales tales viviendas agrícolas proporcionaban un holgado vivir a los habitantes.
- Iglesia de la Natividad, centro de la vida religiosa y espiritual es obra del siglo XVI. El retablo mayor es un respaldar neoclásico que cubre la cabecera. En el muro de la izquierda una imagen de la Virgen del Rosario obra de Mauricio de Valdivielso. Tiene bóvedas góticas y ventanas románicas.[6]Hay una obra románica anterior a la iglesia del siglo XVI que parece abarcar toda la nave. Para confirmarlo sería necesario un análisis arqueológico, sobre todo de los alzados. Iglesia devaluada por los añadidos. El maestreo y el coro del siglo XIX. A destacar la talla medieval de la Andra Mari, el escudo y pila bautismal del siglo XVI y su portada románica. Las bóvedas y muros de la nave posiblemente conserven la policromía del siglo XVI.[7]
- Palacio de los Zárates es de principios del siglo XV, tiene planta regular, cuadrada; la cubierta es a cuatro aguas con tres plantas siendo la planta noble la intermedia. En la fachada principal los huecos de las puertas y ventanas se distribuyen regularmente. Elemento importante de la fachada principal es el remate del tejado con su alero así como las rejerías de ventanas. En la decoración de la misma destacan unos escudos de los Zárates y Asteguieta que son los mismos que tienen los Esquível de Vitoria, ya que Doña Magdalena Sánchez de Asteguieta se casa con Don Rodrigo González de Esquíbel XVI.
- Juego de bolos. Instalación al aire libre erigida por el Cconcejo para la práctica del tradicional juego de bolos en la modalidad de palma de cuatro de la Llanada o "alavesa".[8]
- Centro sociocultural con un mural pintado que refleja parte de la historia de Asteguieta.[9]

### Patrimonio inmaterial
- Celebra las fiestas patronales en septiembre en honor a La Natividad de Nuestra Señora.